# مسند أحمد
مسند أحمد المعروف بـ المسند، هو أحد أشهر كتب الحديث النبوي وأوسعها، والتي تحتلّ مكانة متقدمة عند أهل السنّة؛ حيث تعتبر من أمهات مصادر الحديث عندهم، وهو أشهر المسانيد، جعله المحدِّثون في الدرجة الثالثة بعد الصحيحين والسنن الأربعة. يُنسب للإمام أبي عبد الله أحمد بن محمد بن حنبل الشيباني الذهلي (164 هـ - 241 هـ / 780 - 855م)، يحتوي حسب تقديرات المحدثين على ما يقارب 40 ألف حديث نبوي، منها حوالي 10 آلاف مكررة، مُرتَّبة على أسماء الصحابة الذين يروون الأحاديث، حيث رتبه فجعل مرويات كل صحابي في موضع واحد، وعدد الصحابة الذين لهم مسانيد 904 صحابي، وقسَّم الكتاب إلى ثمانية عشر مسندًا، أولها مسند العشرة المُبشرين بالجنة وآخرها مُسند النساء، وفيه الكثير من الأحاديث الصحيحة التي لا توجد في الصحيحين.
كان ابن حنبل يكره التصنيف لأنه يرى أنه لا ينبغي أن ينشغل المسلم بكتاب غير القرآن والسنة، ولكنه آثر أن يكتب الحديث، فانتقى ابن حنبل أحاديث المسند مما سمعه من شيوخه، ليكون للناس حجة ليرجعوا إليه، حيث قال عن مسنده في المقدمة: «عملت هذا الكتاب إماما، إذا اختلفت الناس في سنة رسول الله ﷺ رجع إليه.»، وقد اختلف العلماء في صحة أحاديث المسند، فمنهم من جزم بأن جميع ما فيه حجة كأبي موسى المديني، ومنهم من ذكر أن فيه الصحيح والضعيف والموضوع كابن الجوزي والحافظ العراقي وابن كثير، ومنهم من ذكر أن فيه الصحيح والضعيف الذي يقرب من الحسن، وليس فيه موضوع مثل ابن تيمية والذهبي وابن حجر العسقلاني وجلال الدين السيوطي، وقد زاد فيه ابنه عبد الله بن أحمد بن حنبل زيادات ليست من رواية أبيه، وتعرف بزوائد عبد الله، وزاد فيه أيضًا أبو بكر القطيعي الذي رواه عن عبد الله عن أبيه زيادات عن غير عبد الله وأبيه.
انتهى ابن حنبل من تأليف المسند سنة 227 هـ أو 228 هـ تقريبًا، حيث ذكر الذهبي في سير أعلام النبلاء أن عبد الله بن أحمد بن حنبل سمع المسند من أبيه في هاتين السنتين. استجمع أحمد مادة مطوَّلة من مشايخه ضمن إقامته في بغداد، ورحلاته إلى بلاد الشام واليمن والحجاز، حتى جمع أكثر من سبعمائة ألف حديث كما أخبر، ويشمل ذلك المرفوع والموقوف والمقطوع وغيره. كان أحمد يجمع المسند فيكتبه في أوراق مفردة ومفرَّقة في أجزاء منفردة، على نحو ما تكون المسودة، وقبل وفاته بادر بإسماعه لأولاده وأهل بيته، ومات قبل تنقيحه وتهذيبه فبقي على حاله، ثم إنَّ ابنه عبد الله أَلْحق به ما يُشاكله، وضمَّ إليه من مسموعاته ما يشابهه، فسمع القطيعي من كتبه النسخة الموجودة حاليًا، وبقي كثير من الأحاديث في الأوراق والأجزاء لم يُظفر بها.

## نبذة عن أحمد بن حنبل

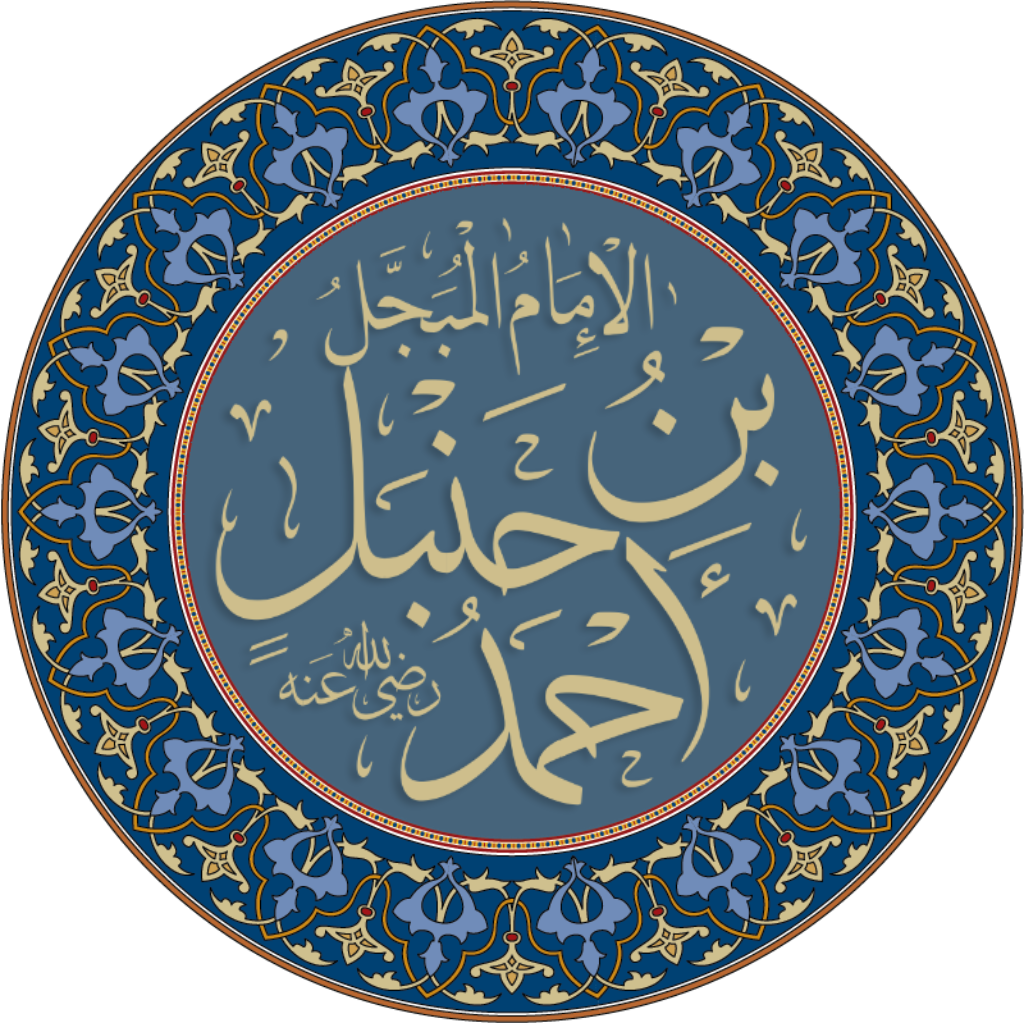
تخطيط لاسم أحمد بن حنبل صاحب المسند ومؤسس المذهب الحنبلي.

أبو عبد الله أحمد بن محمد بن حنبل الشيباني الذهلي المشهور بـابن حنبل (164 هـ - 241 هـ) إمام أهل الحديث في زمانه، ورابع الأئمة الأربعة عند أهل السنة والجماعة، وصاحب المذهب الحنبلي في الفقه الإسلامي. اشتُهر بعلمه الغزير وحفظه القوي، وكان معروفاً بالأخلاق الحسنة كالصبر والتواضع، وقد أثنى عليه كثير من العلماء منهم محمد بن إدريس الشافعي بقوله: «خرجتُ من بغداد وما خلَّفتُ بها أحداً أورع ولا أتقى ولا أفقه من أحمد بن حنبل».
وُلد أحمد بن حنبل سنة 164 هـ في بغداد ونشأ فيها يتيماً، وفي سنة 179 هـ بدأ ابن حنبل يتَّجه إلى الحديث النبوي، فبدأ يطلبه في بغداد عند شيخه هُشَيم بن بشير الواسطي حتى توفي سنة 183 هـ، فظل في بغداد يطلب الحديث حتى سنة 186هـ، ثم بدأ برحلاته في طلب الحديث، فرحل إلى العراق والحجاز وتهامة واليمن، وأخذ عن كثير من العلماء والمحدثين، وعندما بلغ أربعين عاماً في سنة 204 هـ جلس للتحديث والإفتاء في بغداد، وكان الناس يجتمعون على درسه حتى يبلغ عددهم قرابة خمسة آلاف.
اشتُهر ابن حنبل بصبره على المحنة التي وقعت به والتي عُرفت باسم فتنة خلق القرآن، وهي فتنة وقعت في العصر العباسي في عهد الخليفة المأمون، ثم المعتصم بالله والواثق من بعده، إذ اعتقد هؤلاء الخلفاء أن القرآن مخلوق محدَث، وهو رأي المعتزلة، ولكن ابن حنبل وغيره من العلماء خالفوا ذلك، فحُبس ابن حنبل وعُذب، ثم أُخرج من السجن وعاد إلى التحديث والتدريس، وفي عهد الواثق مُنع من الاجتماع بالناس، فلما تولى المتوكل الحكمَ أنهى تلك الفتنة إنهاءً كاملاً. وفي شهر ربيع الأول سنة 241 هـ، مرض أحمد بن حنبل ثم مات، وكان عمره سبعاً وسبعين سنة.

## تعريف المُسند
الكتاب المسند في علم مصطلح الحديث هو الكتاب الذي يروي مؤلفه أحاديث كل صحابي على حدة، وهو مأخوذ من السند، وهو ما ارتفع وعلا عن سفح الجبل؛ لأن المُسْنِد يرفعه إلى قائله، ويقال: فلان سَنَد، أي: اعتمد، وتُسمى الإخبار عن طريق المتن: مسندًا؛ لاعتماد النقاد في الصحة والضعف عليه، قال الخطيب البغدادي: «ومنهم من يختار تخريجها على المسند، وضم أحاديث كل واحد من الصحابة بعضها إلى بعض»، وقال الزركشي: «ومنهم من جمع حديث كل صحابي وحده، ثم رتبهم على حروف المعجم، ومنهم من رتب على سوابق الصحابة، فبدأ بالعشرة المبشرين ثم بأهل بدر ثم بأهل الحديبية ثم من أسلم وهاجر بين الحديبية وفتح مكة وختم بأصاغر الصحابة ثم النساء.»، أما المُعجم فهو الكتاب الذي يُورِدُ ترتيب أسماء الرواة من الصَّحابة على حروف المعجم، ولكن المسند لا يشترط أن يكون مُرتبًا على حروف المعجم بل عادةً ما يكون حسب سبق الصحابة وفضلهم، أو حسب نهج المصنِّف الذي ينتهجه في مسنده.
جعل المحدثون المسانيد في الدرجة الثالثة بعد الصحيحين والسنن، يقول الخطيب البغدادي: «وَمِمَّا يَتْلُو الصَّحِيحَيْنِ سُنَنُ أَبِي دَاوُدَ السِّجِسْتَانِيِّ وَأَبِي عَبْدِ الرَّحْمَنِ النَّسَوِيِّ وَأَبِي عِيسَى التِّرْمِذِيِّ وَكِتَابُ مُحَمَّدِ بْنِ إِسْحَاقَ بْنِ خُزَيْمَةَ النَّيْسَابُورِيِّ الَّذِي شَرَطَ فِيهِ عَلَى نَفْسِهِ إِخْرَاجَ مَا اتَّصَلَ سَنَدُهُ بِنَقْلِ الْعَدْلِ عَنِ الْعَدْلِ إِلَى النَّبِيِّ ﷺ، ثُمَّ كُتُبُ الْمَسَانِيدِ الْكِبَارِ مِثْلُ مُسْنَدِ أَبِي عَبْدِ اللَّهِ أَحْمَدَ بْنِ مُحَمَّدِ بْنِ حَنْبَلٍ»، وذلك لأنها عادة لا يتم فيها جمع كل مرويات الصحابي دون النظر إلى الصحة من عدمها، يقول ابن الصلاح: «عادتهم فيها - يعني أصحاب المسانيد - أن يخرجوا في مسند كل صحابي ما رووه من حديثه، غير متقيدين بأن يكون حديثًا محتجًّا به، فلهذا تأخرت مرتبتها - وإن جَلّت لجلالة مؤلفها - عن مرتبة الكتب الخمسة،(1) وما التحق بها من الكتب المصنفة على الأبواب»، لكن هناك من المصنفين من خالف الأصل في ذلك، بمعنى أنه انتقى مروياته في المسانيد، أو اقتصر على الصحيح - بناء على شرطه - يقول ابن حجر العسقلاني: «بعض من صنف على المسانيد انتقى أحاديث كل صحابي فأخرج أصح ما وجد من حديثه»، وبالرغم من ذلك، فإن انتقاء الحديث لكونه أصح من غيره، أو أصح ما في الباب، لا يلزم منه أن يكون صحيحًا في ذاته، فالضعيف أصح من الموضوع، لذلك فإن في المسانيد أحاديث صحيحة وأخرى ضعيفة على تفاوت في درجات الصنفين، وإنه وإن قُدمت المسانيد المنتقاة عما سواها من المسانيد، فإن الاحتجاج بالحديث منها يبقى خاضعًا لمدى توافر شروط الاحتجاج، وفق ما يُبينه المحققون من الحفاظ والمحدثين. قال عبد الرحيم العراقي في ألفيته:
بدأت عناية أهل العلم بتأليف المسانيد في أوائل عصر تدوين الحديث، وذلك في أواخر القرن الثاني الهجري ومطلع القرن الثالث الهجري، يقول ابن حجر العسقلاني: «رأى بعض الأئمة أن يفرد حديث النبي - صَلَّى اللَّهُ عَلَيْهِ وَسَلَّمَ - خاصة، وذلك على رأس المائتين، فصنف عُبيد الله بن موسى العَبْسي الكوفي مسندًا، وصنف مُسَدَّد بن مُسَرْهَد البصري مسندًا».

## تأليف المسند

### نسبته لأحمد بن حنبل

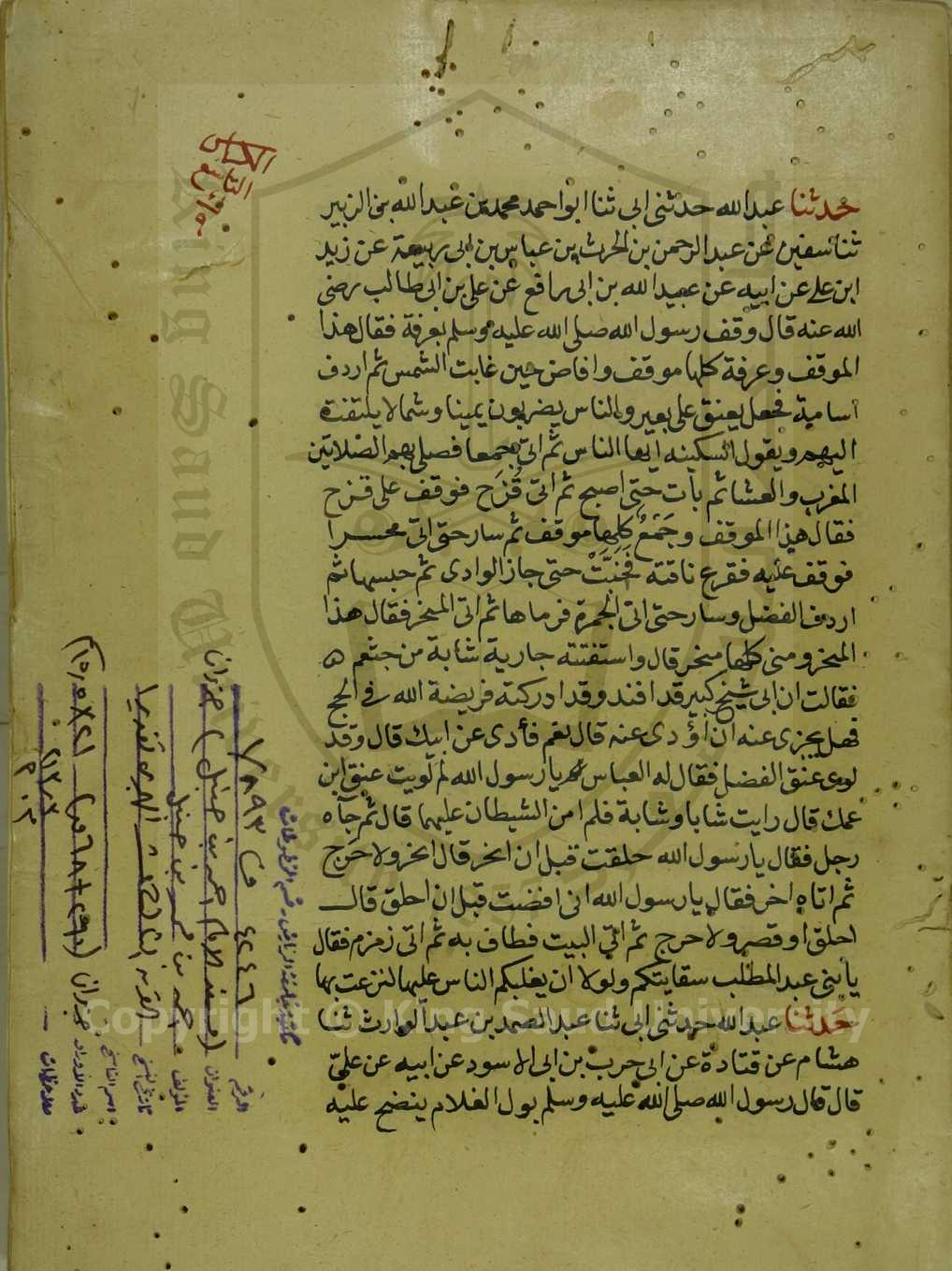
الصفحة الأولى من مخطوطة مسند الإمام أحمد المحفوظة في جامعة الملك سعود، نُسخت في القرن الثالث عشر الهجري، تبدأ من أول مسند علي بن أبي طالب بحديث:.

صح نسبة المسند لأحمد بن حنبل من عدة طرق، منها كلام أحمد بن حنبل نفسه وكلام تلاميذه، فعن حنبل بن إسحاق قال: «جمعنا عمي - يعني أحمد بن حنبل - أنا وصالح وعبد الله، وقرأ علينا المسند، وما سمعه منه - يعني من أحمد بن حنبل - غيرنا، وقال لنا: إن هذا الكتاب قد جمعته وأتقنته من أكثر من سبعمائة وخمسين ألفًا، فما اختلف المسلمون فيه من حديث رسول الله ﷺ فارجعوا إليه، فإن كان فيه إلا فليس بحجة»، أسنده أبو موسى المديني في خصائص المسند، وابن الجوزي في مناقب الإمام أحمد من طريقين عن حنبل، وجزم به الذهبي في سير أعلام النبلاء. وقال أبو بكر بن يعقوب المُطّوّعي: «اختلف إلى أبي عبد الله أحمد بن حنبل اثنتي عشرة سنة وهو يقرأ المسند على أولاده»، وغير ذلك من الروايات المروية عن ابن حنبل من طريق ابنه عبد الله وغيره من المُحدثين.
بالإضافة إلى ذلك لم يختلف العلماء والمُحدثين في نسبة المسند إلى ابن حنبل، ونقل المُحدثون والمُفسّرون والفقهاء منه في كتبهم بالعزو إليه، مثل ابن عساكر، وضياء الدين المقدسي في كتابه الأحاديث المختارة، ومجد الدين بن تيمية في كتابه المنتقى من أخبار المصطفى، وكذلك أكثر من الاقتباس منه كلٌ من ابن تيمية وابن قيم الجوزية وابن كثير الدمشقي والنووي وجمال الدين الزيلعي وجلال الدين السيوطي وابن حجر العسقلاني ونور الدين الهيثمي وغيرهم.

### زمن التأليف
كان ابن حنبل يكره التصنيف لأنه يرى أنه لا ينبغي أن ينشغل المسلم بكتاب غير القرآن والسنة، قال ابن الجوزي: «وكان ينهى الناس عن كتابة كلامه، فنظر الله إلى حسن قصده فنقلت ألفاظه وحفظت، فقلَّ أن تقع مسألة إلا وله فيها نص من الفروع والأصول، وربما عدمت في تلك المسألة نصوص الفقهاء الذين صنَّفوا وجمعوا»، وقال ابن قيم الجوزية: «وكان أحمد شديد الكراهة لتصنيف الكتب، وكان يُحِبُّ تجريد الحديث ويكره أن يُكتَب كلامه، ويشتدُّ عليه جدًا»، ولكنه آثر أن يكتب الحديث لأنه من السنة وليس من كلامه.
اختلف المؤرخون في زمن بدأ ابن حنبل بتأليف المُسند، فذكر بعضهم أنه ابتدأ جمعه عندما بدأ طلب الحديث في السادسة عشر من عمره سنة 180 هـ، ورأى أبو موسى المديني أنه بدأ تصنيف المسند لمَّا رجع من عند عبد الرزاق الصنعاني من اليمن سنة 200 هـ حين كان في السادسة والثلاثين من عمره، ويُرجح أنه قام بتصنيفه بعد عام 220 هـ بعد محنة خلق القرآن، لأن ابن حنبل لم يُحدِّث في مسنده عن مَن وقع في المحنة، فمثلًا اختار أحاديث علي بن المديني قبل المحنة ولم يُحدِّث عنه بشيء بعدما وقع في المحنة، مما يدل على أن تأليف المسند كان بعد انتهاء محنة خلق القرآن. وانتهى ابن حنبل من تأليف المسند سنة 227 هـ أو 228 هـ تقريبًا، حيث ذكر الذهبي في سير أعلام النبلاء أن عبد الله بن أحمد بن حنبل سمع المسند من أبيه في هاتين السنتين.

### طريقة التأليف والتصنيف
استجمع أحمد مادة مطوَّلة من مشايخه ضمن إقامته في بغداد، ورحلاته إلى بلاد الشام واليمن والحجاز، حتى جمع أكثر من سبعمائة ألف حديث كما أخبر، ويشمل ذلك المرفوع والموقوف والمقطوع وغيره.
جمع أحمد المسند فكتبه في أوراق مفردة ومفرَّقة في أجزاء منفردة، على نحو ما تكون المسودة، وقبل وفاته بادر بإسماعه لأولاده وأهل بيته، ومات قبل تنقيحه وتهذيبه فبقي على حاله، ثم إنَّ ابنه عبد الله أَلْحق به ما يُشاكله، وضمَّ إليه من مسموعاته ما يشابهه، فسمع القطيعي من كتبه النسخة الموجودة حاليًا، وبقي كثير من الأحاديث في الأوراق والأجزاء لم يظفر بها. قال حنبل بن إسحاق: «جمعنا عمي - يعني أحمد بن حنبل - أنا وصالح وعبد الله، وقرأ علينا المسند، وما سمعه منه يعني منه غيرنا.» مما يعني أن الإمام أحمد لم يُسمِع المسند إلا لأولاده وأهل بيته.
وقد ذكر الذهبي أن أحمد كان يُملي المسند على ابنه عبد الله، وأن عبد الله هو من اعتنى بالمسند ورتبه وهذّبه، قال: «وهذا المسند لم يصنفه هو ولا رتبه ولا اعتنى بتهذيبه بل كان يرويه لولده نسخًا وأجزاءً ويأمره أن ضع هذا في مسند فلان وهذا في مسند فلان»، بينما يرى أبو صهيب الكرمي أن المسند من تصنيف أحمد وكتابته، وأن عبد الله قرأ المسند على أبيه وقُرئ عليه، وأنه سمع من أبيه ملاحظات وعللًأ على بعض الأحاديث، فوجد بعض الأحاديث مما قد يجوز إدخالها في المسند، ودون ملاحظات أبيه، وزاد عليها أخرى من عنده، وظن في بعض الأحاديث جواز إيرادها على شرط أبيه، فألحقها بالمسند إما لبيان فائدة حديثية أو بيان علة أو زيادة طريق، وبعضها لم يكن على شرط أبيه.

## روايته والزيادات عليه

### روايته

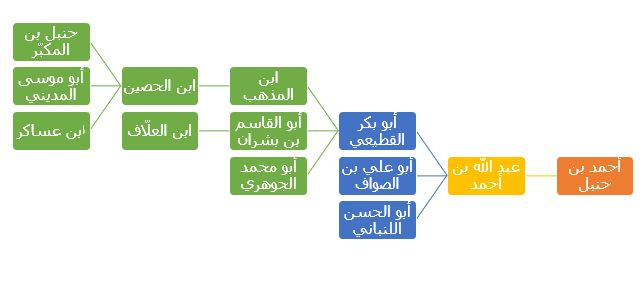
أشهر طرق رواية مسند أحمد.

انفرد عبد الله بن أحمد بن حنبل (213 هـ - 290 هـ) برواية المسند عن أبيه، مع أنَّه سمعه مع أخيه صالح وابنِ عم أبيه حنبل بن إسحاق، ولكن صالح كان كثيراً ما يتغيَّبُ عن السماع سعياً وراءَ عياله، وحنبلَ بن إسحاق اهتمَّ بفقه ابن حنبل أكثر من اهتمامه بحديثه، والرواية الأشهر للمسند هي رواية ابنِ الحُصَيْن عن أبو علي بن المُذْهِب، عن القطيعي، عن عبد الله بن أحمد، عن أحمد بن حنبل، كما جاء في أول رواية المسند قال حنبل بن عبد الله المكبِّر:
| مسند أحمد | أخبرنا الشيخ أبو القاسم هبة الله بن محمد عبد الواحد بن أحمد بن الحصين الشيباني قراءة عليه وأنا أسمع فأقر به، قال أخبرني أبو علي الحسن بن علي بن محمد التميمي الواعظ ويعرف بابن المذهب قراءة من أصل سماعه، قال أخبرنا أبو بكر أحمد بن جعفر بن حمدان بن مالك القطيعي قراءة عليه، قال ثنا أبو عبد الرحمن عبد الله بن أحمد بن محمد بن حنبل رضي الله عنهم، قال حدثني أبي أحمد بن محمد بن حنبل. | مسند أحمد |

وهناك روايات أخرى للمسند من طرق أخرى عن عبد الله بن أحمد ولكنها لم تصل كاملة، فقد روى المسند عن عبد الله بن أحمد كلٌ من:
1. أبو بكر أحمد بن جعفر القطيعيّ، وهو أشهر رواة المسند عن عبد الله.
2. أبو الحسن أحمد بن محمَّد بن عمر بن أبان العبديّ اللنبانيّ.
3. أبو عليّ بن الصَّوَّاف.

وسمع المسند من القطيعي كلٌ من:
1. أبو عبد الله الحاكم.
2. أبو محمد عبد الله بن محمد بن عبد المؤمن، وعنه يرويه ابن عبد البر القرطبيّ.
3. أبو القاسم عبد الرحمن بن عبد الله الوهرانيّ، وعنه يرويه ابن عبد البر، وأبو القاسم الطرابلسي.
4. أبو عليّ الحسن بن عليّ بن المُذهب التميميّ، وهو آخر من روى المسند كاملا عن القطيعيّ - سوى قليل منه أسقط من النسخ، وهو أشهر الرواة عن القطيعي.
5. أبو محمد الجوهريّ، حدَّث عن القطيعي بمسند العشرة، ومسند أهل البيت من المسند.
6. أبو القاسم عبد الملك بن محمد بن بِشران، وحدَّث به عنه أبو الحسن علي بن العَلاَّف، والعلاّف قد أجاز لأبي القاسم بن عساكر ولأبي موسى المديني وطائفة.[35]

وروى عن ابن المذهب كلٌ من:
1. أبو طالب عبد القادر اليوسفي.
2. أبو طاهر عبد الرحمن اليوسفي.
3. أبو الحسين الطيوري.
4. أبو القاسم هبة الله بن محمد بن عبد الواحد بن الحصين، وقد حدَّث عن ابنِ الحُصين أبو القاسم بن عساكر، وأبو موسى المديني، وحنبل بن عبد الله المكبِّر، وعن ابن الحصين اشتهرت روايةُ المسند وذاع في جميع البلدان، ورواه الكثير مِن الحفاظ الثقات.[35]

### زيادات عبد الله بن أحمد
الزيادات هي إِضافة راوي الكتاب فيه ما ليس منه من مروياته أَو مرويات مؤلفه في كتاب آخر، مع تمييزه لها، وزيادات عبد الله على المسند هي ما رواه عبد الله عن غير أبيه. وقد بلغت الأحاديث والآثار التي رواها عبد الله في المسند 229 حديثًا منها 31 أثرًا موقوفًا على الصحابة و4 آثار مقطوعة على التابعين، أكثرها في مسند علي بن أبي طالب وأبي بن كعب، ولم يكن عبد الله يتحرى الأحاديث الصحيحة ولم يكن ينتقي عن الرواة الثقات بل كان أحيانًا يروي أحاديث ضعيفة، حيث كان يتبع قاعدة من أسند لك فقد أحالك.
وزيادات عبد الله تنقسم إلى: أحاديث تامةً سندًا ومتنًا، وأحاديث شارك والده فيها وزاد عليها بعض الألفاظ والصحابي فيها واحد، وأحاديث أخرى من رواية غير الصحابي الذي روى له والده والمتن واحد، وطرق أخرى غير الذي روى بها والده، وتعتبر أشبه بالمستخرج على مسند والده.

### زيادات القطيعي
ذكر عدد من العلماء كابن تيمية والحافظ العراقي واللكنوي أن القطيعي زاد في المسند زيادات غير زيادات عبد الله، وقال ابن حجر العسقلاني: «فِيهِ شَيْء يسير من زيادات أبي بكر القَطِيعي الرَّاوِي عَن عبد الله»، وذكر أحمد البنا الساعاتي أن له أحد عشر حديثًا زائدًا، بينما ذكر المحقق عامر حسن صبري أنه لا يوجد للقطيعي أحاديث عن غير عبد الله سوى حديث واحد، رواه في مسند أبي مسعود بن عقبة الأنصاري، كما رجح أن البنا اعتمدت على نسخة قديمة من المسند سقط منها اسم عبد الله من بعد الأحاديث فظن أنها زيادات للقطيعي. بينما ذهب محمد ناصر الدين الألباني في كتابه «الذَّبُ الأحمد عن مسند أحمد» إلى نفي زيادات القطيعي بالكلية، وذكر أن كل الأحاديث التي قيل عنها أنها من زيادات القطيعي من مرويات شيوخ عبد الله بن حنبل أي أنها في الأصل من زيادات عبد الله وليس القطيعي، وأن كل مرويات القطيعي عن شيخه عبد الله بن أحمد.

## شرطه ومنهجه
اشتمل المسند على الأحاديث المرفوعة وهو الغالب في الكتاب، وعلى خلاف شرط المسانيد احتوى على قليل من المرسل، وقليل من الموقوف على الصحابي، وقليل من المقطوع مثل أقوال عطاء وعكرمة، كما اشتمل على بعض الآثار المروية في التفسير مثل أقوال مالك بن أنس وأقوال أحمد بن حنبل نفسه، وتواريخ موت بعض الحُفاظ، وبعض رحلاته العلمية، وجرحه وتعديله في بعض الرواة. وإيراد الأحاديث الموقوفة والمُرسلة يعتبره بعض المُحدثين زيادة في فؤائد المسند، حيث كان إيرادها لبيان الاختلافات في الإسناد إرسالًا ووصلًا ورفعًا ووقفًا، ليبين أن الأسانيد في خلاف قد يُعلّ أصل الحديث، أو يبين أصله ومعناه، أو يوضح أن الحديث المرفوع المُسند لا يؤثر فيه ذلك الخلاف.
ولم يتكلم ابن حنبل في الجرح والتعديل في أغلب مسنده، لأن موضع التفصيل هو كتب العلل، فلم يكن يذكر الخلاف أو بعضه، بل اكتفى بإيراد الأحاديث، وهناك بعض التعليقات الحديثية الموجودة في المُسند والتي يُرجح العلماء أنها من إيراد ابنه عبد الله.
لم يشترط الإمام أحمد الصحة في مسنده حيث قال: «قصدت في المسند الحديث المشهور، وتركت الناس تحت ستر الله تعالى، ولو أردت أن أقصد ما صح عندي لم أرو من هذا المسند إلا الشيء بعد الشيء، ولكنك يا بني تعرف طريقتي في الحديث لست أخالف ما ضعف إذا لم يكن في الباب ما يدفعه»، وقال أيضا: «إذا جاء الحديث في فضائل الأعمال وثوابها تساهلنا في إسناده، وإذا جاء الحديث في الحدود والكفارات والفرائض تشددنا فيه». ومن هذين القولين يظهر رأي الإمام أحمد بن حنبل في الأحاديث الضعيفة، فهو يَقبلها إذا كانت في ميدان فضائل الأعمال ولا يَقبلها في الأحكام، وإذا كان الحديث ضعيفًا ولم يكن في الباب ما يدفعه، أي: إذا لم يخالف القواعد العامة، ولم يعارض حديثا صحيحًا في الباب.
يشترط ابن حنبل أن يتحقق في الراوي التوثيق والعدالة، وألا يكون من الكذابين المتروكين؛(2) حتى يكون ممن يصلح للاحتجاج به، كما كان لا يروي عن من اتُهم في عقيدته، ولا عن من أجاب في محنة خلق القرآن، فلم يرو عن علي بن المديني بعدما أجاب في المحنة، وروى عنه 68 حديثًا سمعها منه قبل المحنة، فلمَّا كانت المحنة امتنع عن الرواية عنه، قال أبو زرعة الرازي: «كان أحمد لا يرى الكتابة عن علي بن الجعد، ولا سعيد بن سليمان، ورأيت في كتابه مضروبًا عليهما»، وقال: «ولا يرى الكتابة عن أبي نصر التمار، ولا عن أبي معمر، ولا يحيى بن معين، ولا أحد ممن أجاب في المحنة.» ويقول أحمد بن حنبل: «لو حدثت عمن أجاب في المحنة، لحدثت عن اثنين: أبو معمر، وأبو كريب؛ أما أبو معمر، فلم يزل بعدما أجاب يذم نفسه على إجابته وامتحانه، ويحسن أمر من لم يجب. وأما أبو كريب، فأجري عليه ديناران، وهو محتاج، فتركهما لما علم أنه أجري عليه لذلك.» كما لا يروي عن من اتُهم بالتشيّع أو من يقع في الصحابة، ويترك الرواية عن الداعي إلى مذهب الإرجاء والقدرية، أما إن كان حاله مستترًا ولم يكن داعيًا لهذه المذاهب روى عنه، قال إبراهيم الحربي: «قيل لأحمد بن حنبل: يا أبا عبد الله، سمعت من أبي القطن القدري، قال لم أره داعية، ولو كان داعية لم أسمع عنه.»
ويرى ابن تيمية أن شرط مسند أحمد أقوي من شرط سنن أبي داود، فيقول: «شرط أحمد في المسند أقوى من شرط أبي داود في سننه، وقد روى أبو داود عن رجال أعرض عنهم أحمد في المسند، كمن يُعرف أنه يكذب مثل محمد بن سعيد المصلوب ونحوه، ولكن قد يروي عن من يُضعَّف لسوء حفظه، فإنه يكتب حديثه ليعتضد به ويعتبر، وهذا يقتضي أن مسند أحمد أعلى شرطًا من سنن ابن ماجه، لأنها أدنى كتب السنن.»

## أحاديث المسند

### ترتيبه

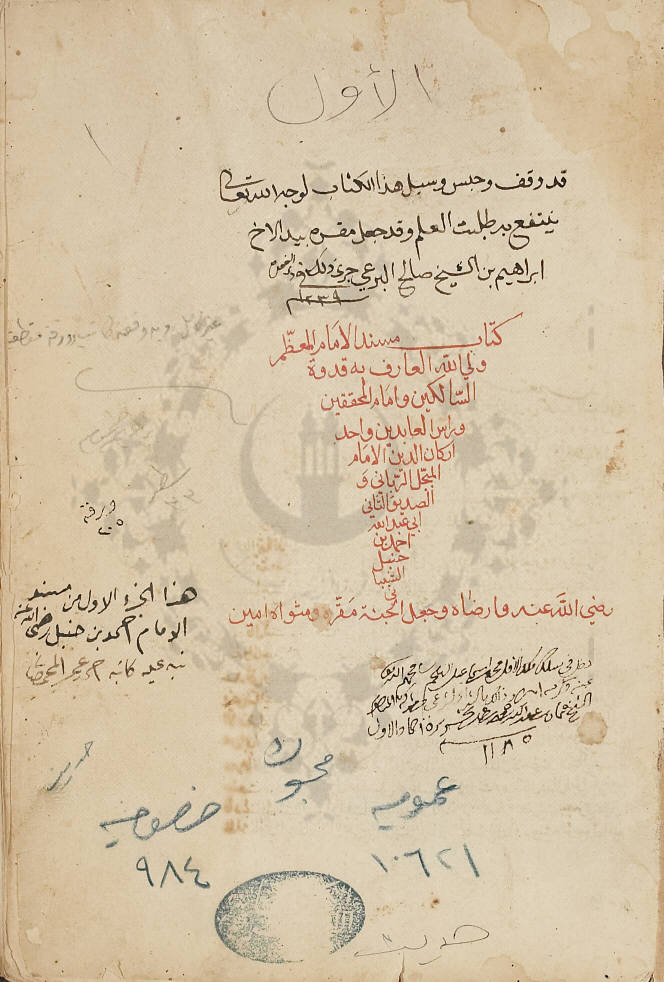
الصفحة الأخيرة من الجزء الأول لمخطوطة لمسند الإمام أحمد تعود إلى 1185 هـ - 1772 م، كُتب عليه أنه وقف لطلبة العلم.

مسند أحمد مُرتب كباقي المسانيد على أحاديث الصحابة، حيث يحتوي مسند أحمد على 18 مسندًا وهي المسانيد المُجملة، تنقسم هذه المسانيد إلى مسانيد صغار يبلغ عددها 1065 مسندًا، تحتوى هذه المسانيد على 904 صحابي منهم مائة من النساء، بمن فيهم من النساء أو الذين لم ترد تسميتهم، حسب فهرس محمد ناصر الدين الألباني الذي وضعه المكتب الإسلامي في مقدمة الجزء الأول للمسند.
يبدأ بمسند العشرة المبشرون بالجنة ابتداءً بالخلفاء الأربعة ثم باقي العشرة، ثم بعض متعلقات مسند العشرة مثل مسند عبد الرحمن بن أبي بكر ومسند سعد مولى أبي بكر، من أجل أبو بكر الصديق. ثم مسند آل البيت، ابتدأ بالحسن والحسين، عقيل وجعفر وعبد الله بن جعفر. ثم مسند بني هاشم، من العباس وبنيه وآخرهم عبد الله بن عباس.
ثم بدأ بذكر المُكثرين من الحديث تعقيبًا على ابن عباس، فبدأ بمسانيد العبادلة: عبد الله بن مسعود وعبد الله بن عمر بن الخطاب وعبد الله بن عمرو بن العاص. ثم مسند أبي رمثة، وعقَّب المحققون أن مكانه غريب، حيث عاد بعده لذكر مسانيد باقي المُكثرين وهم: أبو هريرة وأبو سعيد الخدري وأنس بن مالك وجابر بن عبد الله، وقدَّم أبي هريرة عليهم لأنه الأكثر رواية، ثم بدأ بذكر المسانيد حسب البلدان والمواقع التي سكنها الصحابة بعد الفتوحات، فبدأ بمسند المكيين، ذكر فيه كل من جاور مكة من الصحابة ولم يُهاجر أو يسكن بلداً غيرها، فمن سكن غيرها بعد الفتوحات عدَّه من أهل غيرها، ثم مسند المدنيين ثم الشاميين والكوفيين والبصريين، ثم مسند النساء، فبدأ بحديث عائشة بنت أبي بكر لأنها الأكثر رواية، ثم فاطمة ثم أزواج النبي وباقي النساء وتخلله مسند القبائل، ويبدو أنه خطأ في الترتيب.
كما أن هناك عدة طرق لترتيب الأحاديث داخل المسند الواحد، فأحيانًا يرتبها ترتيبًا زمنيًا حسب شيوخه، فيذكر الحديث الذي سمعه من شيخه أولا، ثم يذكر بقية أحاديثه عنه، ثم يذكر أحاديث شيخ آخر، وأحيانًا يرتبها حسب الرواة عن الصحابي راويًا راويًا.
وقد أشكل عدد من العلماء على الترتيب عدة أمور منها: إدراج أحاديث بعض الصحابة في مسانيد غيرهم، وتكرار بعض الأحاديث سندًا ومتنًا، وتفريق أحاديث الصحابي الواحد في أكثر من موضع، وتباعد روايات الحديث الواحد عن بعضها بحيث يفصل بينها أكثر من ألف حديث أحيانا، ويعود السبب في ذلك ما نقله ابن الجزري في كتابه المصعد الأحمد بقوله: «إن الإمام أحمد شرع في جمع هذا المسند، فكتبه في أوراق مفردة، وفرّقه في أجزاء مفردة على نحو ما تكون المسودّة، ثم جاء حلول المنية قبل حصول الأمنية، فبادر بإسماعه لأولاده وأهل بيته، ومات قبل تنقيحه وتهذيبه، فبقي على حاله»، وقد رجح ابن عساكر أن ذلك سببه أن ابن حنبل تُوفي قبل إتمام تهذيب المسند.

### عدد أحاديثه
اختلف في عدد أحاديث مسند الإمام أحمد، وأغلب ما جاء في كتب المحدثين القدماء أنه ما بين ثلاثين ألف حديث إلى أربعين ألف حديث، منها حوالي عشرة آلاف حديث مكرر، يقول ابن عساكر: «والكتاب كبير العدد والحجم، مشهور عند أرباب العلم، تبلغ عدد أحاديثه ثلاثين ألفًا سوى المعاد، وغير ما ألْحق به ابنه عبد الله من عالي الإسناد»، ويقول أحمد شاكر: «هو على اليقين أكثر من ثلاثين ألفًا، وقد لا يبلغ الأربعين ألفًا»، وقدَّرها جولد تسيهر بما يتراوح بين 28 إلى 29 ألف حديث، وكذلك قدرها المستشرق الإيطالي نالينو. بينما النسخة المطبوعة تحتوى على عدد أقل من ذلك، فحسب ترقيم عادل عبد الشكور الزرقي:
- (27647) حديثًا وفقًا لطبعة مؤسسة الرسالة،[1] منها 642 حديثًا من زوائد نجله عبد الله بن أحمد بن حنبل.[63]
- (9566) حديثًا بعد حذف المكرر وهي موزعة كالتالي:[64]
  - (3115) حديثًا خرجت في الصحيحين أو أحدهما.
  - (2905) حديثًا خرجت في السنن الخمسة (السنن الأربعة وسنن الدارمي) والموطأ.
  - (3546) حديثًا انفرد بها الإمام أحمد عن الكتب الثمانية السابق ذكرها.
- كما يحتوى على حوالي 300 حديث ثلاثي الإسناد، أي يحتوي الإسناد على ثلاثة رواة فقط، وهو أعلى إسناد.[29]

وقد رتب ابن عساكر المسند حسب ترتيب أسماء الصحابة فيه، فقسمه حسب الأسماء، والكنى، والأبناء، والمبهمات، وأدرجها على ما يلي:
- أسماء رواة الصحابة مرتبون على حروف المعجم تتألف من 830 اسمًا.
- ممن ذكره بكنيته وعدل عن تسميته اشتمل على 76 اسمًا.
- من نسب إلى أبيه ولم يسم هو فيما يرويه 5 أسماء.
- ذكر من لم يسم منهم 176 اسمًا.
- مما رواه أصحاب الكنى عمن لم يسموه 66 اسمًا.
- مما روى النساء عن رجال لم يسموا 5 أسماء.
- مما رواه من لم يسم عمن لم يسم أيضًا 26 اسمًا.
- مما اجتمع فيه ثلاثة أنفس لم يسموا: اسمان.
- مما أسند النساء الصحابيات عن النبي 52 اسمًا.
- ممن اشتهر بكنيته من النساء 41 اسمًا.
- ممن روى عن امرأة ولم يسمها 30 اسمًا.
- من روى عمن لم يسم عمن لم يسم 4 أسماء.

### درجة الأحاديث وتخريجها
ذكر علماء الحديث في أحاديث المسند ثلاثة آراء:
- أن جميع ما فيه من الأحاديث حجة، ولم يذكر ذلك إلا أبو موسى المديني، حيث قال في كتابه «خصائص المسند»:[65] «ولم يُخرِّج إلا عمن ثبت عنده صدقه وديانته دون من طعن في أمانته». وقد ردَّ عليه ابن كثير فقال:[66] «وأما قول الحافظ أبي موسى عن مسند الإمام أحمد: إنّه صحيح فقول ضعيف؛ فإنَّ فيه أحاديث ضعيفة، بل وموضوعة، كأحاديث فضائل مرو، وعسقلان، والبرث الأحمر عند حمص، وغير ذلك، كما بيَّنه عليه طائفة من الحفاظ». ورد ابن قيم الجوزية فقال:[67] «فإنَّ هذه المقدِّمة لا مُستند لها البتَّة، بل أهل الحديث كلهم على خلافها، والإمام أحمد لم يشترط في مسنده الصحيح ولا التزمه، وفي مسنده عدة أحاديث سئل هو عنها فضعفها بعينها وأنكرها».
- أن فيه الصحيح والضعيف والموضوع، حيث ذكر ابن الجوزي في «الموضوعات» تسعة وعشرين حديثًا منه، وزاد زين الدين العراقي عليها تسعة أحاديث، وجمعها في جزء. وقد صنف ابن حجر العسقلاني كتابًا سماه: «القول المسدد في الذب عن المسند» ذكر فيه الأحاديث التي حكم العراقي عليها بالوضع، وأضاف إليها خمسة عشر حديثًا، مما ذكره ابن الجوزي ثم أجاب عنها حديثًا حديثًا، وادعى في بحثه أن غالبها جياد وأنه لا يتأتى القطع بالوضع في شيء منها بل ولا الحكم بكون واحد منها موضوعاً إلا الفرد النادر مع الاحتمال القوي في دفع ذلك.[68] وعقب جلال الدين السيوطي عليه بما فاته مما ذكره ابن الجوزي، وهي أربعة عشر حديثًا في جزء سماه: الذيل الممهد.
- أن فيه الصحيح والضعيف الذي يقرب من الحسن، وليس فيه موضوع، وقد ذهب إلى هذا القول ابن تيمية والذهبي وابن حجر العسقلاني وجلال الدين السيوطي، وقال ابن تيمية في كتاب منهاج السنة النبوية:[69] «وشرطه في المسند أنه لا يروي عن المعروفين بالكذب عندهم، وإن كان في ذلك ما هو ضعيف»، إلى أن قال: «زاد ابن الإمام زيادات على المسند ضمت إليه، وكذلك زاد القطيعي وفي تلك الزيادات كثير من الأحاديث الموضوعات، فظن من لا علم عنده أن ذلك من رواية الإمام أحمد في مسنده». وقال السيوطي في خطبة الجامع الكبير: «وكل ما كان في مسند أحمد هو مقبول فإن الضعيف الذي فيه يقرب من الحسن،» وقال ابن حجر في كتابه تعجيل المنفعة في رجال الأربعة: «ليس في المسند حديث لا أصل له إلا ثلاثة أحاديث، أو أربعة منها حديث عبد الرحمن بن عوف «أنه يدخل الجنة زحفًا»، والاعتذار عنه أنه مما أمر أحمد بالضرب عليه، فتُرك سهوًا أو ضُرب وكُتب من تحت الضرب.»،[70] وقد قام أحمد محمد شاكر بإحصاء لعدد الأحاديث الصحيحة والضعيفة، بلغت في نهاية تحقيقه للمجلد الخامس عشر 7246 حديثًا صحيحًا وحسنًا، و853 حديثًا ضعيفًا.[29]

## مكانة الكتاب واهتمام العلماء به

### آراء العلماء في المسند

#### مكانته
- قال ابن كثير الدمشقي:[71] «وكذلك يوجد في مسند الإمام أحمد من الأسانيد والمتون شيء كثير مما يوازي كثيرًا من أحاديث مسلم، بل والبخاري أيضًا، وليست عندهما ولا عند أحدهما، بل ولم يخرجه أحد من أصحاب الكتب الأربعة وهم أبو داود والترمذي والنسائي وابن ماجه»، وقال:[6] «لا يوازي مسند أحمد كتاب مسند في كثرته وحسن سياقاته».
- قال أبو موسى المديني:[26] «لم أزل أسمع ذلك من الناس حتى قرأته على أبي منصور بن رزيق»، وقال: «هذا الكتاب أصل كبير ومرجع وثيق لأصحاب الحديث، انتقي من حديث كثير ومسموعات وافرة، فجعله إمامًا ومعتمدًا، وعند التنازع ملجأ ومستندًا».
- قال تاج الدين السبكي:[26] «وألف مسنده وهو أصل من أصول الإسلام.»
- قال نور الدين الهيثمي:[72] «مسند أحمد أصح صحيحا من غيره».
- قال الجلبي:[73][74] «وهو كتاب جليل من جملة أصول الإسلام وقد وقع له فيه نيف عن ثلاثمائة حديث ثلاثية الإسناد، ذكر أن أحمد بن حنبل شرط فيه ألا يخرج إلا حديثا صحيحًا عنده، قاله أبو موسى المديني، وأجيب بأن فيه أحاديث موضوعة، وقد ضعف الإمام نفسه».
- قال ابن تيمية:[75][76] «وليس في الأحاديث المرفوعة في ذلك حديث في شيء من دواوين المسلمين التي يعتمد عليها في الأحاديث، لا في الصحيحين ولا كتب السنن ولا المسانيد المعتمدة كمسند الإمام أحمد وغيره».
- قال ابن عساكر:[60] «فكان أكبر الكتب التي جمعت فيه - أي كتب الحديث - مسند الإمام أبي عبد الله أحمد بن حنبل، وهو كتاب نفيس يرغب في سماعه وتحصيله، ويرحل إليه، إذ كان مصنفه الإمام المقدم في معرفة هذا الشأن، والكتاب كبير القدر والحجم، مشهورا عند أرباب العلم».
- قال ابن الجوزي:[77] «صح عند الإمام أحمد من الأحاديث سبعمائة ألف وخمسين ألفًا، والمراد بهذه الأعداد الطرق لا المتون، أخرج منها مسنده المشهور الذي تلقته الأمة بالقبول والتكريم، وجعلوه حجة يرجع إليه ويعول عند الاختلاف عليه».
- قال أبو بكر أحمد بن جعفر بن حمدان:[73] «قال لي أبو عبد الرحمن: هذا المسند أخرجه أبي رحمه الله من سبعمائة ألف حديث».
- قال شمس الدين بن الجزري في قصيدة «المصعد الأحمد في ختم مسند أحمد»:[78]

#### المآخذ على المسند
أخذ عددٌ من علماء الحديث بعض المآخذ على المسند، منها:
- ورود أحاديث يتطرق إليها الضعف فيه، ومنهم من قال بالوضع على بعضها مثل ابن الجوزي وعبد الرحيم العراقي، وقد صنف الحافظ ابن حجر العسقلاني كتابًا سماه: «القول المسدد في الذب عن المسند» للرد عليهم في تهمة الوضع،[6] فقال:[60] | مسند أحمد | مسند أحمد ادعى قوم فيه الصحة، وكذا في شيوخه، وصنف الحافظ ابن موسى المديني في ذلك تصنيفًا، والحق أن أحاديثه غالبها جياد، والضعاف منها إنما أوردها للمتابعات، وفيه القليل من الضعاف الغرائب الأفراد، أخرجها ثم صار يضرب عليها شيئا فشيئا، وبقي منها بعده بقية، وقد ادعى قوم أن فيه أحاديث موضوعة، وتتبع شيخنا الحافظ أبو الفضل من كلام ابن الجوزي في "الموضوعات" تسعة أحاديث أخرجها من "المسند"، وحكم عليها بالوضع، وأنا تتبعت بعده من كلام ابن الجوزي في "الموضوعات" ما يلتحق به، فكملت نحو العشرين، ثم تعقبت كلام ابن الجوزي فيها حديثا حديثا، وظهر من ذلك أن غالبها جياد، وأنه لا يتأتى القطع بالوضع في شيء منها، بل ولا الحكم بكون واحد منها موضوعا إلا الفرد النادر، مع الاحتمال القوي في دفع ذلك، وسميته. | مسند أحمد |
- وجود مشاكل في تقسيم المُسند، فدخلت بعض أحاديث الشاميين في أحاديث الأنصار، ودخل حديث الأنصار في حديث الكوفيين، ودخل حديث النساء في غيرهم،[79] قال ابن عساكر: | مسند أحمد | ومع جلالة قدر هذا الكتاب، وحسن موقفه عند ذوي الألباب، فالوقوف على المقصود منه متعسر، والظفر بالمطلوب منه بغير تعب متعذر، لأنه غير مرتب على أبواب السنن، ولا مهذب على حروف المعجم لتقريب السنن، وإنما هو مجموع على مسانيد الرواة من الرجال والنساء، لا يسلم من طلب منه حديثا من نوع ملال، إذ قد خلط فيه بين أحاديث الشاميين والمدنيين، ولم يحصل التميز بين روايات الكوفيين والبصريين، بل قد امتزج في بعضه أحاديث الرجال بأحاديث النسوان، واختلطت مسانيد القبائل بمسانيد أهل البلدان، وكثر فيه التكرار مع اتحاد المتن والإسناد، حتى ربما أعيد الحديث الواحد فيه ثلاث مرار لغير فائدة في إعادته، بل مجرد تكرار | مسند أحمد |

وقد رجح ابن عساكر أن ذلك سببه أن ابن حنبل تُوفي قبل إتمام تهذيب المسند.
- إدراج أحاديث بعض الصحابة في مسانيد غيرهم.
- تكرار بعض الأحاديث سندًا ومتنًا.
- تفريق أحاديث الصحابي الواحد في أكثر من موضع في المسند.
- تباعد روايات الحديث الواحد عن بعضها بحيث يفصل بينها أكثر من ألف حديث أحيانًا.[80]

وقد عمل بعض المشتغلين بالحديث على محاولة إصلاح ترتيبه والعيوب التي تخللته، قال الذهبي: «فلعل الله يقيض لهذا الديوان العظيم - مسند الإمام أحمد- من يرتبه ويهذبه، ويحذف ما كُرر فيه، ويصلح ما تصحف، ويوضح حال كثير من رجاله، وينبه على مرسله، ويوهن ما ينبغي من مناكيره، ويرتب الصحابة على المعجم، وكذلك أصحابهم على المعجم، ويرمز على رؤوس الحديث بأسماء الكتب الستة، وإن رتبه على الأبواب فحسن جميل.»

### الكتب والمؤلفات عن المسند

#### شروحه
- شرح المسند لأبي الحسن محمد بن عبد الهادي الحنفي.[43]
- شرح وتخريج المسند لأحمد محمد شاكر.[43]
- نفثات صدر المُكْمَد وقرّة عين المسعَد بشرح ثلاثيات مسند الإِمام أحمد، لمحمد بن أحمد بن سالم السفاريني.[82]
- عقود الزَّبرجَد على مسند أحمد، لجلال الدين السيوطي، يُعرب فيه ما يُشكِل من ألفاظه.[82]
- شرح المسند لأبي الحسن بن عبد الهادي السندي (ت 1139 هـ)، واختصره زين الدين عمر بن أحمد الشماع الحلبي.[83]

#### المختصرات والأجزاء الحديثية

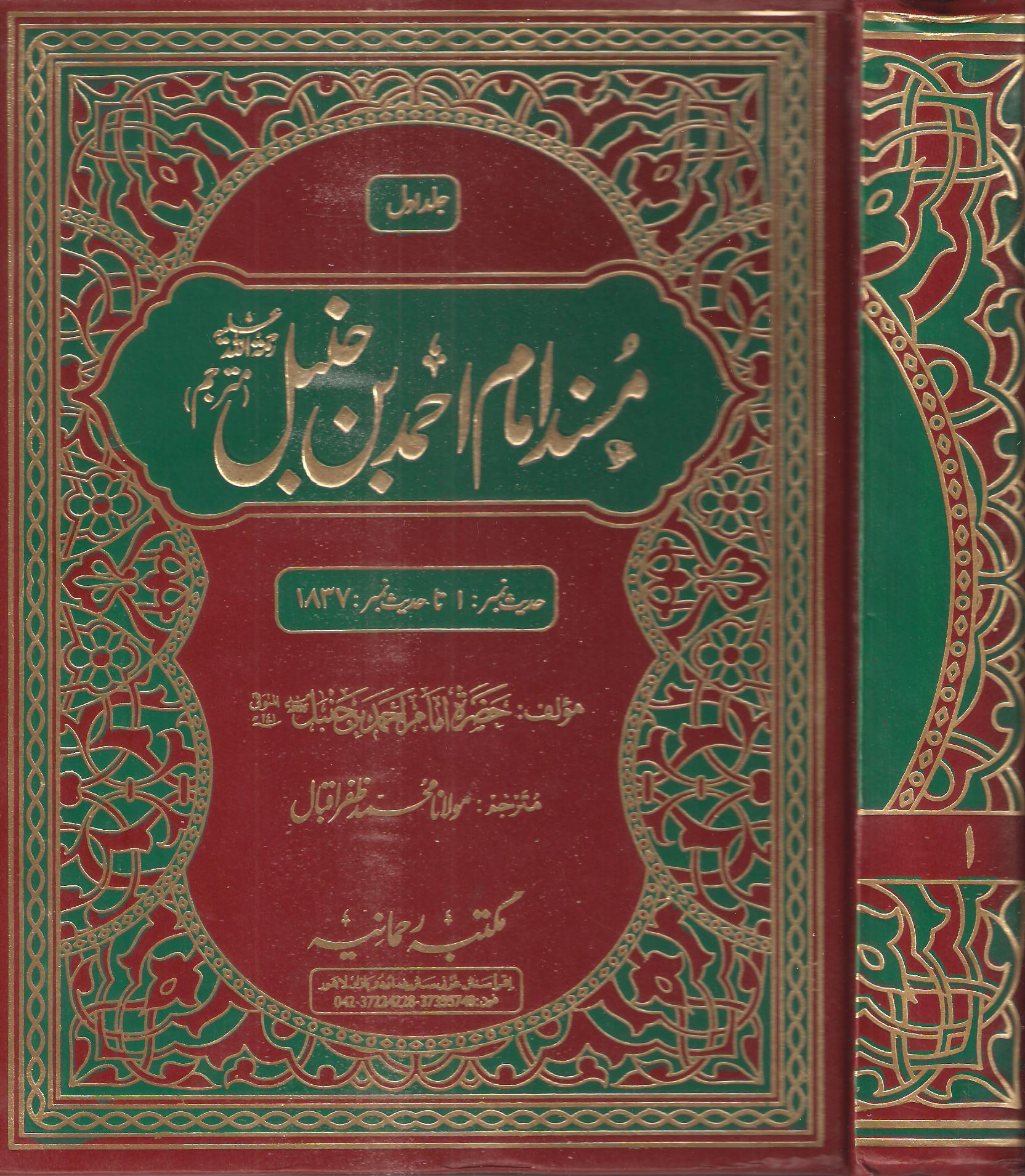
غلاف الترجمة الأردية لمسند أحمد، طبعة المكتبة الرحمانية، باكستان.

- غريب حديث المسند، لغلام ثعلب النحوي.[43][82]
- مختصر المسند لابن الملقن الشافعي.[84]
- مختصر المسند المٌسمى الدرر المُنتَقد من مسند أحمد، لزين الدين عمر بن أحمد الشمَّاع الحلبي.[43]
- غاية المُقْصَد في زوائد المُسند، لنور الدين الهيثمي، أفرد فيه زوائده على الكتب الستة بأسانيدها.[82]
- ثلاثيات المسند رواية يوسف بن عبد الهادي، مخطوط.[43]
- ثلاثيات المسند رواية إسماعيل بن إسماعيل البعلبكي، مخطوط.[43]
- ثلاثيات المسند لإسماعيل بن عمر بن بكر المقدسي الحنبلي.[43]
- إطراف المُسنِدِ المُعتَلي بأطراف المُسنَد الحنبلي، لابن حجر العسقلاني.[85]

#### الترتيب والرجال
- أسماء الصحابة الذين في المسند على المعجم، لابن عساكر،[86] ذكره الذهبي.[43]
- المقصد الأحمد في رجال مسند أحمد، لابن الجزري.
- الإكمال في تراجم من له رواية في مسند الإِمام أحمد ممن ليس لهم ذكر في تهذيب الكمال، لأبي المحاسن شمس الدين محمد بن علي بن الحسن بن حمزة الحُسَيني الشافعي.[82]
- ترتيب المسند على معجم الصحابة وترتيب رواته كذلك، لأبي بكر بن المحب الصامت، ذكره ابن الجزري.[85] وقد أخذه ابن كثير وأضافه إلى جامع السنن والمسانيد، قال ابن الجزري:[87][88] «ثم إنّ شيخنا مؤرّخ الإسلام وحافظ الشام عماد الدين أبا الفداء إسماعيل بن عمر بن كثير أخذ هذا الكتاب - يعني ترتيب مسند الإمام أحمد - من مؤلّفه وأضاف إليه أحاديث الكتب الستة، ومعجم الطبراني الكبير، ومسند البزار، ومسند أبي يعلى الموصلي، وأجهد نفسه كثيراً، وتعب فيه تعباً عظيماً، فجاء لا نظير له في العالم، وأكمله إلاّ بعض مسند أبي هريرة، فإنّه مات قبل أن يكمل، فإنّه عوجل بكف بصره، وقال لي: لا زلت أكب فيه في الليل والسراج يُنُونِص حتى ذهب بصري معه، ولعل اللّه يقيض له من يكمله مع أنّه سهل، فإنّ معجم الطبراني الكبير لم يكن فيه شيء من مسند أبي هريرة.»
- الكواكب الدراري في ترتيب مسند الإمام أحمد الشيباني على أبواب البخاري، لأبي الحسن علي بن زكنون الحنبلي (ت 837 هـ).[85]
- ترتيب مسند أحمد على حروف المعجم، لأبي بكر محمد بن عبد الله بن عمر المقدسي الحنبلي.[85]
- الفتح الرباني لترتيب مسند الإمام أحمد بن حنبل الشيباني، لأحمد عبد الرحمن البنا الساعاتي،[89] والد حسن البنا، انتهى من تبيضه سنة 1351 هـ، وجعله سبعة أقسام: قسم التوحيد وأصل الدين، وقسم الفقه، وقسم التفسير، وقسم الترغيب، وقسم الترهيب، وقسم التاريخ، وقسم القيامة وأحوال الآخرة، ثم شرح كتابه وخرَّج أحاديثه في كتاب آخر سماه: بلوغ الأماني في أسرار الفتح الرباني.[83]

#### كتب عن المسند
- خصائص المسند لأبي موسى المديني.[90]
- المصعد الأحمد في ختم مسند الإمام أحمد، لابن الجزري.[91]
- القول المسدد في الذب عن مسند الإمام أحمد، لابن حجر العسقلاني.[92]
- الذب الأحمد عن مسند الإمام أحمد، لمحمد ناصر الدين الألباني.[93]

### المخطوطات

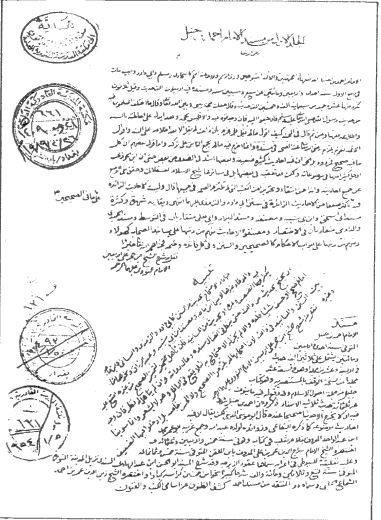
الصفحة الأولى من نسخة المكتبة القادرية لمسند أحمد.

- نسخة المكتبة القادرية ببغداد تحت رقم (661)، كُتبت في أواخر القرن الثالث عشر الهجري.
- نسخة مكتبة الأوقاف العامة بالموصل، تحت رقم (640)، تقع في مجلدين يتضمنان ثلثي المسند.
- نسخة دار الكتب المصرية، تحت رقم (448) و (449) حديث. الموجودُ منها المجلدُ الأول والثاني، والثالث مفقود، وأما المجلدان، فيمثلان ثلثي المسند.
- النسخة الكتانية، مصورة عن المكتبة الكتانية لعبد الحي الكتاني بالمغرب.
- نسخة دار الكتب الظاهرية بدمشق على أجزاء عدة من المسند من نسخ مختلفة غير تامة.
- نسخة مكتبة كوبريللي.[94]

### الطبعات
- الطبعة الميمنية (طبعة الحلبي) جمادى الآخرة 1313 هـ، تعتبر من أهم النُسخ المُستخدمة في التحقبق، في 6 مجلدات.[94][95]
- طبعة دار المعارف تحقيق أحمد شاكر، في 16 مجلد، أكمله الدكتور الحسين عبد المجيد هاشم.[94]
- طبعة دار الحديث، تحقيق حمزة الزين، سنة 1416 هـ، في 20 مجلد.[2]
- طبعة عالم الكتب، محرم 1419 هـ، في 6 مجلدات.[96]
- طبعة مؤسسة الرسالة، في 52 مجلد، تحقيق شعيب الأرنؤوط.[1]
- طبعة دار المنهاج، جمعية المكنز، تحقيق أحمد معبد عبد الكريم، في 12 مجلد.[3]
- كما تُرجم مسند أحمد إلى العديد من اللغات مثل الإنجليزية،[ْ 3] وترجمه إلى الأردية محمد ظفر إقبال.[97]

## هوامش
- 1 الكتب الخمسة هي صحيح البخاري وصحيح مسلم وسنن أبي داود، وسنن النسائي، وسنن الترمذي.[21]
- 2 هناك فرق بين المتروك والكذّاب، فالكذاب الذي يلفق الحديث فيُمزق حديثه ويُضرب عليه، أما المتروك فهو الذي يغلب على حديثه الضعف، ولكن يمكن الاعتبار بها في فوائد العلل والتدليس والمتابعات والشواهد.[49]

### باللغة العربية
1. 1 2 3  مسند أحمد بن حنبل (طبعة مؤسسة الرسالة) نسخة محفوظة 11 يوليو 2017 على موقع واي باك مشين.
2. 1 2  مسند الإمام أحمد بن حنبل - ت أحمد شاكر وحمزة الزين - ط دار الحديث، مكتبة مشكاة الإسلامية نسخة محفوظة 23 يوليو 2018 على موقع واي باك مشين.
3. 1 2 3 4  مسند الإمام أحمد ابن حنبل طبعة دار المنهاج نسخة محفوظة 17 نوفمبر 2017 على موقع واي باك مشين.
4. ↑  مكتبة المجلس - مسند أحمد بن حنبل نسخة محفوظة 17 نوفمبر 2017 على موقع واي باك مشين.
5. ↑  مكتبة المجلس - ترتيب المسند نسخة محفوظة 17 نوفمبر 2017 على موقع واي باك مشين.
6. 1 2 3 4 5  كتاب مصطلح الحديث لابن عثيمين، مسند الإمام أحمد، صـ 12 إلى 15، موقع نداء الإيمان نسخة محفوظة 17 يناير 2018 على موقع واي باك مشين.
7. ↑  عدد أحاديث مسند الإمام أحمد، فتاوى إسلام ويب نسخة محفوظة 15 يونيو 2018 على موقع واي باك مشين.
8. ↑  نبذة مختصرة عن مسند الإمام أحمد، موقع islamhouse.com نسخة محفوظة 15 يونيو 2018 على موقع واي باك مشين.
9. 1 2 3 4 5  محمد أبو زهرة. ابن حنبل حياته وعصره - آراؤه الفقهية. دار الفكر العربي. ص. 183. مؤرشف من الأصل في 2018-06-16.
10. ↑  الأئمة الأربعة، الدكتور مصطفى الشكعة، دار الكتاب المصري، القاهرة، ودار الكتاب اللبناني، بيروت، الطبعة الثالثة، 1411هـ-1991م، ج4 ص7
11. ↑  سير أعلام النبلاء، للذهبي، الطبقة الثانية عشرة، سيرة أحمد بن حنبل، جـ 11، صـ 195: 201، مؤسسة الرسالة، 1422هـ - 2001م نسخة محفوظة 16 يونيو 2018 على موقع واي باك مشين.
12. ↑  نبذة عن أحمد بن حنبل، المكتبة الشاملة نسخة محفوظة 19 يناير 2018 على موقع واي باك مشين.
13. ↑  مسند أحمد، مقالات إسلام ويب نسخة محفوظة 16 يونيو 2018 على موقع واي باك مشين.
14. ↑  مناقب الإمام أحمد بن حنبل، ابن الجوزي، الباب الثمانون: في تاريخ موته ومبلغ سنه، ص549-552
15. ↑  الشيخ الإمام أحمد بن حنبل الشيباني - موقع التوحيد. نسخة محفوظة 16 يونيو 2018 على موقع واي باك مشين. [وصلة مكسورة]
16. ↑  الصحاح والسنن والمسانيد والمعاجم والمصنفات، فتاوى إسلام ويب نسخة محفوظة 17 يونيو 2018 على موقع واي باك مشين.
17. 1 2  بدر الدين الزركشي، تحقيق: زين العابدين بن محمد بن فريج (1998م). النكت على مقدمة ابن الصلاح - ج 1. الرياض: أضواء السلف. ص. 348. مؤرشف من الأصل في 2019-12-17.
18. 1 2  ابن حجر العسقلاني، تحقيق: حامد عبد الله المحلاوي. إتحاف المهرة بالفوائد المبتكرة من أطراف العشرة ج1، مقدمة حرف الألف. بيروت: دار الكتب العلمية. ص. 13: 16. مؤرشف من الأصل في 2019-12-17.
19. ↑  الصحاح، والمسانيد، والمصنفات، والمعاجم، والجوامع، والأجزاء الحديثية، موقع محمد خير الشعال نسخة محفوظة 17 يونيو 2018 على موقع واي باك مشين.
20. ↑  الجامع لأخلاق الراوي و آداب السامع، بَابُ الْقَوْلِ فِي كَتْبِ الْحَدِيثِ عَلَى وَجْهِهِ، حديث رقم 1574 نسخة محفوظة 17 ديسمبر 2019 على موقع واي باك مشين.
21. 1 2  علوم الحديث، لابن الصلاح النوع الثاني الحديث الحسن، كتب المسانيد ومرتبتها، جـ 1، صـ 38، دار الفكر، 1425 هـ - 2004م نسخة محفوظة 17 يونيو 2018 على موقع واي باك مشين.
22. ↑  بدر الدين الزركشي، تحقيق: زين العابدين بن محمد بن فريج (1998م). النكت على مقدمة ابن الصلاح - ج 1. الرياض: أضواء السلف. ص. 447. مؤرشف من الأصل في 2019-12-17.
23. ↑  المسانيد نشأتها وأنواعها وطريقة ترتيبها نسخة محفوظة 17 يونيو 2018 على موقع واي باك مشين.
24. ↑  شرح ألفية الحديث للحافظ العراقي (08)، عبد الكريم بن عبد الله الخضير نسخة محفوظة 27 ديسمبر 2017 على موقع واي باك مشين.
25. ↑  ابن حجر العسقلاني، تحقيق: ابن باز ومحمد فؤاد عبد الباقي. هدي الساري مقدمة فتح الباري. بيروت: دار الكتب العلمية. ص. 9. مؤرشف من الأصل في 2019-12-17.
26. 1 2 3 4  جمال الدين القاسمي (1983م). الفضل المبين على عقد الجوهر الثمين. بيروت: دار النفائس. ص. 282، 283. مؤرشف من الأصل في 2019-12-17.
27. 1 2  محمد ناصر الدين الألباني (1999م). الذب الأحمد عن مسند الإمام أحمد (PDF). السعودية: دار الصديق. ص. 11: 15. مؤرشف من الأصل (PDF) في 2018-06-20.
28. ↑  كتاب مناقب الإمام أحمد، لابن الجوزي، صـ 261، تحقيق: عبد الله التركي نسخة محفوظة 17 ديسمبر 2019 على موقع واي باك مشين.
29. 1 2 3 4 5 6 7  مجلة البحوث الإسلامية، العدد الخامس والعشرون - الإصدار : من رجب إلى شوال لسنة 1409هـ، البحوث، الإمام أحمد بن حنبل الشيباني ومسنده، آثار الإمام أحمد، الجزء رقم : 25، الصفحة رقم: 250 نسخة محفوظة 9 أغسطس 2020 على موقع واي باك مشين.
30. ↑  مقدمة مسند الإمام أحمد لأبي صهيب الكرمي، بالتعاون مع المستشرق جان جاربيه، صـ 17، 18، طبعة دار عالم الكتب، بيروت، الطبعة الأولى 1998م
31. ↑  سير أعلام النبلاء، للذهبي، الطبقة الثانية عشرة، سيرة أحمد بن حنبل، جـ 11، صـ 178: 184، مؤسسة الرسالة، 1422هـ - 2001م نسخة محفوظة 16 يونيو 2018 على موقع واي باك مشين.
32. ↑  مقدمة مسند الإمام أحمد لأبي صهيب الكرمي، بالتعاون مع المستشرق جان جاربيه، صـ 20، 21، طبعة دار عالم الكتب، بيروت، الطبعة الأولى 1998م
33. ↑  سير أعلام النبلاء، للذهبي، الطبقة السادسة عشرة، سيرة عبد الله بن أحمد بن حنبل، جـ 13، صـ 517: 526، مؤسسة الرسالة، 1422هـ - 2001م نسخة محفوظة 20 يونيو 2018 على موقع واي باك مشين.
34. ↑  مقدمة مسند الإمام أحمد لأبي صهيب الكرمي، بالتعاون مع المستشرق جان جاربيه، صـ 29، طبعة دار عالم الكتب، بيروت، الطبعة الأولى 1998م نسخة محفوظة 30 يوليو 2018 على موقع واي باك مشين.
35. 1 2 3  مسند أحمد، طبعة دار الرسالة 2001م، مقدمة التحقيق، روايته، تحقيق شعيب الأرناؤوط، جـ 1، صـ 92: 103 نسخة محفوظة 20 يونيو 2018 على موقع واي باك مشين. [وصلة مكسورة]
36. ↑  مسند الإمام أحمد بن حنبل، مؤسسة قرطبة - القاهرة، مذيلة بأحكام شعيب الأرنؤوط عليها، جـ 1، صـ 2 نسخة محفوظة 02 يونيو 2017 على موقع واي باك مشين.
37. 1 2  مجلة البحوث الإسلامية، العدد الخامس والعشرون - الإصدار : من رجب إلى شوال لسنة 1409هـ، البحوث، الإمام أحمد بن حنبل الشيباني ومسنده، آثار الإمام أحمد، الجزء رقم: 25، الصفحة رقم: 260 إلى 272 نسخة محفوظة 9 أغسطس 2020 على موقع واي باك مشين.
38. ↑  زيادات القطيعي على مسند الإمام أحمد دراسة وتخريجا، التَّعْرِيف بِزِيَادَات الروَاة، صـ 116، دخيل بن صالح اللحيدان، الجامعة الإسلامية بالمدينة المنورة 1422 هـ نسخة محفوظة 13 يوليو 2018 على موقع واي باك مشين. [وصلة مكسورة]
39. ↑  زوائد عبد الله بن أحمد بن حنبل في المسند، صـ 121، 126، عامر حسن صبري، دار البشائر الإسلامية، الطبعة الأولى، 1990م نسخة محفوظة 17 ديسمبر 2019 على موقع واي باك مشين.
40. ↑  ابن حجر العسقلاني، تحقيق: حامد عبد الله المحلاوي. إتحاف المهرة بالفوائد المبتكرة من أطراف العشرة ج1، مقدمة حرف الألف. بيروت: دار الكتب العلمية. ص. 24. مؤرشف من الأصل في 2019-12-17.
41. ↑  زيادات القطيعي على مسند الإمام أحمد دراسة وتخريجا، التَّعْرِيف بِزِيَادَات الروَاة، صـ 123، دخيل بن صالح اللحيدان، الجامعة الإسلامية بالمدينة المنورة 1422 هـ نسخة محفوظة 13 يوليو 2018 على موقع واي باك مشين. [وصلة مكسورة]
42. ↑  زوائد عبد الله بن أحمد بن حنبل في المسند، صـ 118، 119، عامر حسن صبري، دار البشائر الإسلامية، الطبعة الأولى، 1990م نسخة محفوظة 17 ديسمبر 2019 على موقع واي باك مشين.
43. 1 2 3 4 5 6 7 8 9  محمد ناصر الدين الألباني (1999م). الذب الأحمد عن مسند الإمام أحمد (PDF). السعودية: دار الصديق. ص. 42: 52. مؤرشف من الأصل (PDF) في 2018-06-20.
44. ↑  ابن حجر العسقلاني، تحقيق: حامد عبد الله المحلاوي. إتحاف المهرة بالفوائد المبتكرة من أطراف العشرة ج1، مقدمة حرف الألف. بيروت: دار الكتب العلمية. ص. 25. مؤرشف من الأصل في 2019-12-17.
45. 1 2  مقدمة مسند الإمام أحمد لأبي صهيب الكرمي، بالتعاون مع المستشرق جان جاربيه، صـ 112، طبعة دار عالم الكتب، بيروت، الطبعة الأولى 1998م
46. ↑  خصائص مسند أحمد - صفحة 21 نسخة محفوظة 21 أكتوبر 2016 على موقع واي باك مشين. [وصلة مكسورة]
47. ↑  شذرات الذهب لابن العماد الحنبلي - المجلد الثالث - صفحة 188 نسخة محفوظة 20 مارس 2017 على موقع واي باك مشين.
48. ↑  مسند الإمام أحمد (محذوف الأسانيد والأحاديث المكررة مرتب على الأبواب) - صالح أحمد الشامي، مقدمة التحقيق، صـ 23، طبعة دار القلم، الطبعة الأولى 2003م نسخة محفوظة 17 ديسمبر 2019 على موقع واي باك مشين.
49. 1 2  مقدمة مسند الإمام أحمد لأبي صهيب الكرمي، بالتعاون مع المستشرق جان جاربيه، صـ 148: 152، طبعة دار عالم الكتب، بيروت، الطبعة الأولى 1998م
50. ↑  موسوعة أقوال الإمام أحمد بن حنبل في الجرح والتعديل (6/80)، الموسوعة الشاملة نسخة محفوظة 20 ديسمبر 2016 على موقع واي باك مشين.
51. ↑  سير أعلام النبلاء، للذهبي، الطبقة الثانية عشرة، أبو نصر التمار، جـ 10، صـ 572، 573، طبعة مؤسسة الرسالة، 2001م نسخة محفوظة 23 يوليو 2018 على موقع واي باك مشين.
52. ↑  الكتب - سير أعلام النبلاء - الطبقة الثانية عشر - أحمد بن حنبل - الجزء رقم 11، صـ 316: 320، طبعة مؤسسة الرسالة نسخة محفوظة 23 يوليو 2018 على موقع واي باك مشين.
53. ↑  الوضع في الحديث، عمر بن حسن عثمان فلاتة، جـ 3، صـ 341، مكتبة الغزالي، 1981م نسخة محفوظة 24 يوليو 2018 على موقع واي باك مشين.
54. ↑  حكم الرواية عن المبتدع عند المتقدمين، ibnamin.com نسخة محفوظة 22 يناير 2018 على موقع واي باك مشين.
55. ↑  مجموع الفتاوى، ابن تيمية، تحقيق: أنور الباز وعامر الجزار، دار الوفاء، مصر، ط3، 1426هـ/ 2005م، (1/ 250)
56. ↑  إتحاف المهرة بالفوائد المبتكرة من أطراف العشرة لابن حجر، جـ 1، صـ 23، مقدمة التحقيق، تحقيق حامد عبد الله المحلاوي، دار الكتب العلمية - بيروت. نسخة محفوظة 17 يونيو 2018 على موقع واي باك مشين.
57. ↑  مقدمة مسند الإمام أحمد لأبي صهيب الكرمي، بالتعاون مع المستشرق جان جاربيه، صـ 42، 47، طبعة دار عالم الكتب، بيروت، الطبعة الأولى 1998م
58. ↑  مقدمة مسند الإمام أحمد لأبي صهيب الكرمي، بالتعاون مع المستشرق جان جاربيه، صـ 67، طبعة دار عالم الكتب، بيروت، الطبعة الأولى 1998م
59. ↑  مقدمة مسند الإمام أحمد لأبي صهيب الكرمي، بالتعاون مع المستشرق جان جاربيه، صـ 81، طبعة دار عالم الكتب، بيروت، الطبعة الأولى 1998م
60. 1 2 3 4 5  نور الدين محمد بن عبد الهادي السندي (2008م). حاشية مسند الإمام أحمد بن حنبل، أحوال المسند. وزارة الأوقاف والشؤون الإسلامية بدولة قطر. ص. 7: 11. مؤرشف من الأصل في 2019-12-13.
61. ↑  المصعد الأحمد - صفحة 10 نسخة محفوظة 23 مارس 2017 على موقع واي باك مشين.
62. ↑  المسند للإمام أحمد - ج 1 : 1 - 920، صـ 26، تحقيق أحمد شاكر، دار الحديث - القاهرة نسخة محفوظة 17 ديسمبر 2019 على موقع واي باك مشين.
63. 1 2  ترتيب أسماء الصحابة الذين أخرج حديثهم أحمد بن حنبل في المسند، لأبي القاسم علي بن الحسين ابن عساكر (ت571هـ)، مركز عقبة بن نافع، عبد اللطيف السملالي نسخة محفوظة 23 يوليو 2018 على موقع واي باك مشين.
64. ↑  مسند الإمام أحمد (محذوف الأسانيد والأحاديث المكررة مرتب على الأبواب) - صالح أحمد الشامي، مقدمة التحقيق، صـ 32، طبعة دار القلم، الطبعة الأولى 2003م نسخة محفوظة 17 ديسمبر 2019 على موقع واي باك مشين.
65. ↑  خصائص المسند لأبي موسى المديني، صـ 14، طبعة مكتبة التوبة 1990م نسخة محفوظة 21 أكتوبر 2016 على موقع واي باك مشين. [وصلة مكسورة]
66. ↑  شرح اختصار علوم الحديث لابن كثير، شرح عبد الكريم الخضير، درس 2، صـ 11 نسخة محفوظة 19 يوليو 2018 على موقع واي باك مشين.
67. ↑  الفروسية المحمدية لابن قيم الجوزية، صـ 188، تحقيق زائد بن أحمد النشيري، دار عالم الفوائد نسخة محفوظة 20 يوليو 2018 على موقع واي باك مشين.
68. ↑  "مسند أحمد". السنن الأربعة ومسند أحمد. إسلام ويب. مؤرشف من الأصل في 5 ديسمبر 2008. اطلع عليه بتاريخ 8/1/2010. {{استشهاد ويب}}: تحقق من التاريخ في: |تاريخ الوصول= (مساعدة)
69. ↑  منهاج السنة النبوية، لابن تيمية، الفصل الثالث في الأدلة الدالة على إمامة علي رضي الله عنه بعد رسول الله صلى الله عليه وسلم، جـ 3، صـ 97، مكتبة ابن تيمية، سنة النشر: 1406هـ / 1986م نسخة محفوظة 19 يوليو 2018 على موقع واي باك مشين.
70. ↑  الحديث والمحدثون، محمد أبو زهو، مطبعة مصر، القاهرة، ط1، 1378هـ/ 1958م، ص369، 370 نسخة محفوظة 30 يوليو 2018 على موقع واي باك مشين.
71. ↑  ابن كثير الدمشقي، شرح أحمد محمد شاكر. الباعث الحثيث شرح اختصار علوم الحديث - ج 1. بيروت: دار الكتب العلمية. ص. 34. مؤرشف من الأصل في 2018-06-15.
72. ↑  إعلاء السنن - ج 2 - الصلاة - صـ 193 للبهانوي، إدارة القرآن والعلوم الإسلامية، كراتشي، باكستان نسخة محفوظة 17 ديسمبر 2019 على موقع واي باك مشين.
73. 1 2  أبو عبد الله محمد بن جعفر بن إدريس الكتاني. الرسالة المستطرفة لبيان مشهور كتب السنة المشرفة. مكتبة جوجل. ص. 111، 112. مؤرشف من الأصل في 2019-12-17.
74. ↑  كشف الظنون، لحاجي خليفة، الموسوعة الشاملة (2/1680) نسخة محفوظة 15 يونيو 2018 على موقع واي باك مشين.
75. ↑  شرح كتاب قاعدة جليلة في التوسل والوسيلة، شرح ناصر بن عبد الحكيم العلي، درس 23، صـ 5 نسخة محفوظة 20 يونيو 2018 على موقع واي باك مشين. [وصلة مكسورة]
76. ↑  تفرد بعض الأجزاء الحديثية غير المشهورة بحديث قرينة على ضعفه، فتاوى إسلام ويب نسخة محفوظة 20 يونيو 2018 على موقع واي باك مشين.
77. ↑  نفحات الأزهار، علي الميلاني، جـ 15، الصفحة 100، المكتبة الشيعية نسخة محفوظة 17 ديسمبر 2019 على موقع واي باك مشين.
78. ↑  عامر حسن صبري. معجم شيوخ الإمام أحمد في المسند. دار البشائر الإسلامية. ص. 7. مؤرشف من الأصل في 2018-06-16.
79. ↑  مقدمة مسند الإمام أحمد لأبي صهيب الكرمي، بالتعاون مع المستشرق جان جاربيه، صـ 48، طبعة دار عالم الكتب، بيروت، الطبعة الأولى 1998م
80. ↑  مسند الإمام أحمد (محذوف الأسانيد والأحاديث المكررة مرتب على الأبواب) - صالح أحمد الشامي، مقدمة التحقيق، صـ 22، طبعة دار القلم، الطبعة الأولى 2003م نسخة محفوظة 17 ديسمبر 2019 على موقع واي باك مشين.
81. ↑  سير أعلام النبلاء الذهبي، الطبقة السادسة عشرة، سيرة عبد الله بن أحمد بن محمد بن حنبل بن هلال، مكتبة إسلام ويب نسخة محفوظة 24 يوليو 2018 على موقع واي باك مشين.
82. 1 2 3 4 5  مسند أحمد، طبعة دار الرسالة 2001م، مقدمة التحقيق، تحقيق شعيب الأرناؤوط، جـ 1، صـ 89: 91، في التأليف حوله نسخة محفوظة 20 يونيو 2018 على موقع واي باك مشين. [وصلة مكسورة]
83. 1 2  الحديث والمحدثون، محمد أبو زهو، مطبعة مصر، القاهرة، ط1، 1378هـ/ 1958م، صـ 376، 377. نسخة محفوظة 30 يوليو 2018 على موقع واي باك مشين.
84. ↑  محمد ناصر الدين الألباني (1999م). الذب الأحمد عن مسند الإمام أحمد (PDF). السعودية: دار الصديق. ص. 18: 21. مؤرشف من الأصل (PDF) في 2018-06-20.
85. 1 2 3 4  مسند أحمد، طبعة دار الرسالة 2001م، مقدمة التحقيق، تحقيق شعيب الأرناؤوط، جـ 1، صـ 86: 88 نسخة محفوظة 20 يونيو 2018 على موقع واي باك مشين. [وصلة مكسورة]
86. ↑  ترتيب أسماء الصحابة الذين أخرج حديثهم أحمد بن حنبل في المسند، تأليف أبي القاسم علي بن الحسن ابن عساكر الدمشقي، على موقع أبجد نسخة محفوظة 20 يوليو 2018 على موقع واي باك مشين.
87. ↑  موسوعة طبقات الفقهاء (المقدمة)، صـ 383، موقع مكتبة أهل البيت [وصلة مكسورة] نسخة محفوظة 8 مارس 2020 على موقع واي باك مشين.
88. ↑  جامع السنن والمسانيد لابن كثير، تحقيق: عبد المعطي أمين قلعجي، مقدمة التحقيق، صـ 238، طبعة دار الفكر، 1994م نسخة محفوظة 30 يوليو 2018 على موقع واي باك مشين.
89. ↑  الفتح الرباني لترتيب مسند الإمام أحمد بن حنبل الشيباني للساعاتي أحمد بن عبد الرحمن البنا، المكتبة الشاملة نسخة محفوظة 20 يونيو 2018 على موقع واي باك مشين.
90. ↑  خصائص مسند الإمام أحمد، أبو موسى المديني، المكتبة الشاملة نسخة محفوظة 20 يونيو 2018 على موقع واي باك مشين.
91. ↑  المصعد الأحمد في ختم مسند الإمام أحمد، محمد بن محمد الدمشقي ابن الجزري، المكتبة الوقفية نسخة محفوظة 16 يونيو 2018 على موقع واي باك مشين.
92. ↑  القول المسدد في الذب عن مسند الإمام أحمد، لابن حجر العسقلاني، المكتبة الوقفية نسخة محفوظة 20 يونيو 2018 على موقع واي باك مشين.
93. ↑  الذب الأحمد عن مسند الإمام أحمد، للألباني، موقع طريق الإسلام نسخة محفوظة 21 يونيو 2018 على موقع واي باك مشين.
94. 1 2 3  مسند أحمد، طبعة دار الرسالة 2001م، مقدمة التحقيق، تحقيق شعيب الأرناؤوط، جـ 1، صـ 104: 123، وصف النسخ المعتمدة نسخة محفوظة 27 ديسمبر 2017 على موقع واي باك مشين. [وصلة مكسورة]
95. ↑  أفضل نُسخ (مسند الإمام أحمد)، وشروحه، عبد الكريم بن عبد الله بن الخضير، برنامج فتاوى نور على الدرب، الحلقة الثلاثون نسخة محفوظة 23 يوليو 2018 على موقع واي باك مشين. [وصلة مكسورة]
96. ↑  مسند أحمد - عالم الكتب، الطبعة : الأولى، 1419هـ ـ 1998 م نسخة محفوظة 23 يوليو 2018 على موقع واي باك مشين.
97. ↑  مسند أحمد بن حنبل بالترجمة الأردية، ترجمة محمد ظفر إقبال، مُراجعة: شفيق الرحمن ضياء الله المدني نسخة محفوظة 23 يوليو 2018 على موقع واي باك مشين.

### بِلُغاتٍ أجنبيَّة
1. ↑  A.C. Brown، Jonathan (2014). Misquoting Muhammad: The Challenge and Choices of Interpreting the Prophet's Legacy. Oneworld Publications. ص. 41. ISBN:978-1780744209. مؤرشف من الأصل في 2019-12-17.
2. ↑  Musnad Imam Ahmad oleh Abul Jauza’, Kitab Hadith dan Syarah Hadith نسخة محفوظة 30 يوليو 2018 على موقع واي باك مشين.
3. ↑  English Translation of Musnad Imam Ahmad Bin Hanbal (3 Vol Set) 1st Edition, on Amazon نسخة محفوظة 27 ديسمبر 2015 على موقع واي باك مشين.

## وصلات خارجية
- مسند الإمام أحمد بن حنبل (طبعة مؤسسة الرسالة) و مسند الإمام أحمد بن حنبل (طبعة مؤسسة قرطبة)، مكتبة مشكاة الإسلامية.
- مسند الإمام أحمد، المكتبة الإسلامية.
- الكتاب الإمام، مجلة المعرفة.
- المسند، المكتبة الوقفية.
- شرح مسند الإمام أحمد، للشيخ أحمد حطيبة، إذاعة طريق الإسلام.
- مؤلفات أحمد بن حنبل والكتب والرسائل التي نُسبت إليه، وتعريف بـ «مسنده» والأعمال التي تمت عليه، موقع صيد الفوائد.